# Pier Damiano Armandi
Pier Damiano Armandi (Faenza, 23 febbraio 1778 – Aix-les-Bains, 3 agosto 1855) è stato un generale italiano, ufficiale di rilievo delle milizie napoleoniche.

## Biografia

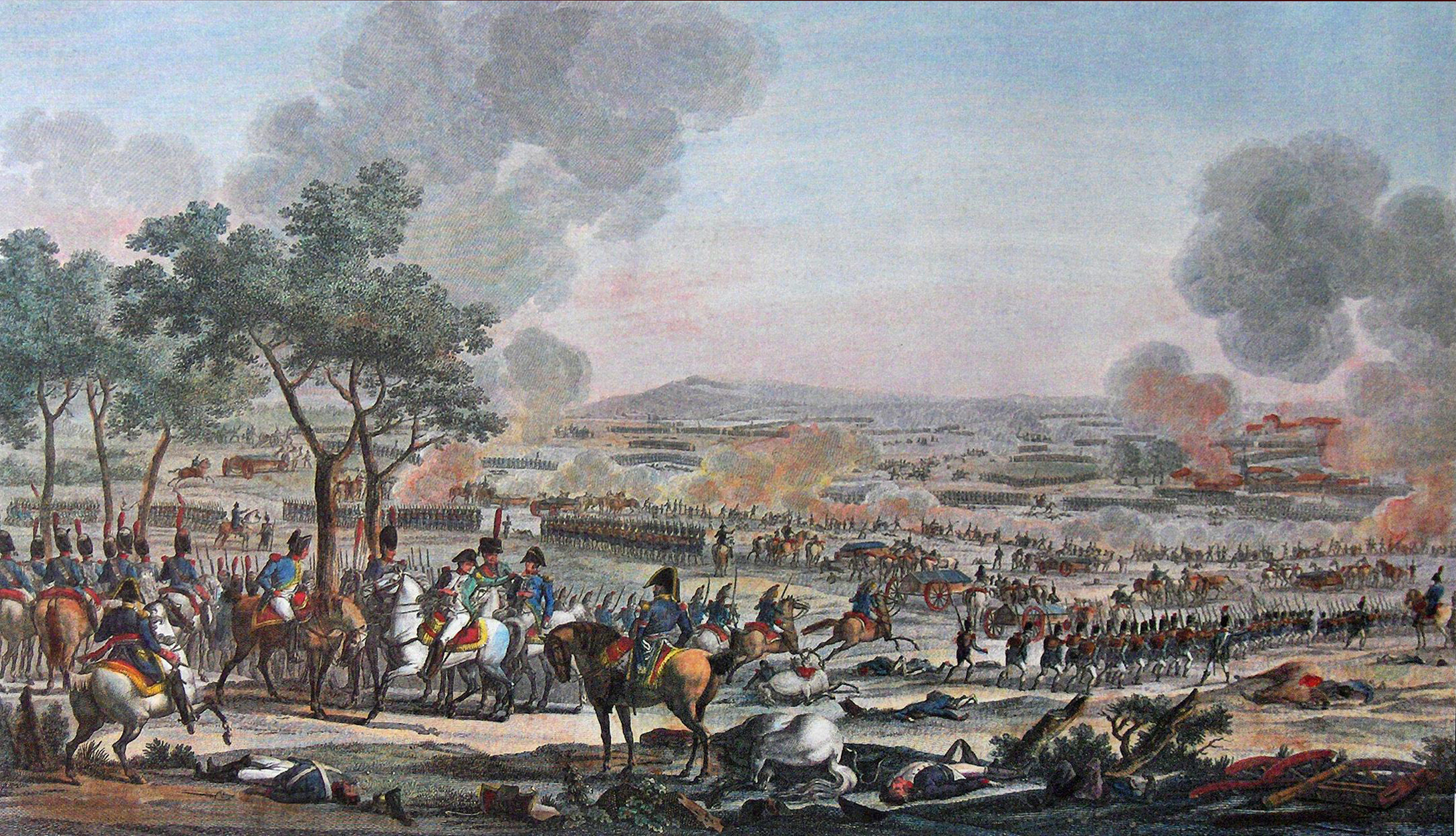
La battaglia di Wagram in un dipinto di Carle Vernet

### Nascita e formazione
Nacque a Faenza il 23 febbraio 1778 da una famiglia di Fusignano.
Frequentò la Scuola Militare di Modena.

### Carriera militare
- Sotto-Tenente Allievo della Scuola Militare di Modena nel settembre 1798;
- Tenente in 2ª d'Artiglieria nel 1799;
- Tenente in 1ª il 21 aprile 1803;
- Capitano in 2ª il 26 marzo 1804;
- Capitano in 1ª il 12 novembre 1804;
- Capo Battaglione sotto Direttore il 18 giugno 1806;
- Membro della Legion d'Onore il 17 luglio 1809;
- Maggiore al Real Reggimento d'Artiglieria a cavallo il 27 luglio 1811;
- Colonnello il 14 giugno 1813;
- Direttore d'Artiglieria con Dispaccio Ministeriale il 15 luglio 1813;
- Cavaliere della Corona Ferrea il 24 ottobre 1813[3];
- Generale di Brigata comandante il presidio di Ancona nel 1831 con nomina dal Governo delle Province Unite Italiane;
- Ministro della guerra e marina il 2 marzo 1831 con nomina dal Governo delle Province Unite Italiane[4].

### Periodo francese durante il Direttorio e il Primo Impero
Difese Genova sotto il generale francese Andrea Massena contro il generale austriaco Michael von Melas, partecipando all'attacco di Savona nell'aprile del 1800, grazie al quale i francesi riacquistarono la città e non perdettero Genova.
In questa operazione militare ebbe come compagno il poeta Ugo Foscolo, con il quale strinse amicizia. 
Servì la grande armata francese sotto Napoleone Bonaparte; in particolar modo prese parte alla battaglia del Piave, all'attacco dei forti di Prewald, all'assedio del forte di Gratz (giugno 1809), alla battaglia di Wagram, alla battaglia di Bautzen, alla battaglia di Interbock e Dennewitz, alla battaglia di Vürtemburg sull'Elba, alla battaglia di Lipsia e alla battaglia di Hanau con comandi d'artiglieria. 

### La vicenda con Gioacchino Murat
Armandi prese parte all'"affare di Forlì" il 26 dicembre 1813, dove combatté l'avanzata napoletana capeggiata da Gioacchino Murat, il quale, dopo la sconfitta di Napoleone nella battaglia di Lipsia, trattò con l'Austria un piano per invadere il Regno Italico e liberarlo dai francesi in cambio del mantenimento del trono di Napoli. Il progetto di unificazione non fu, tuttavia, appoggiato dagli austriaci.
Nel 1814, quando Napoleone ritornò a Parigi fuggendo dall'esilio dell'isola d'Elba, Murat, deluso dall'Austria, ritornò al fianco di Napoleone per far guerra agli austriaci. Armandi, questa volta, rispose all'appello di Murat, arruolandosi nelle sue milizie. Tuttavia, in seguito alla sconfitta di queste ultime per mano austriaca, Armandi riparò a Marsiglia e poi in Svizzera.
Dopo la caduta di Napoleone poté ritornare nella sua casa di famiglia a Fusignano solo nel 1816, dove si ritirò per un periodo dalla vita militare. 

### Periodo al servizio dei Napoleonidi in Italia

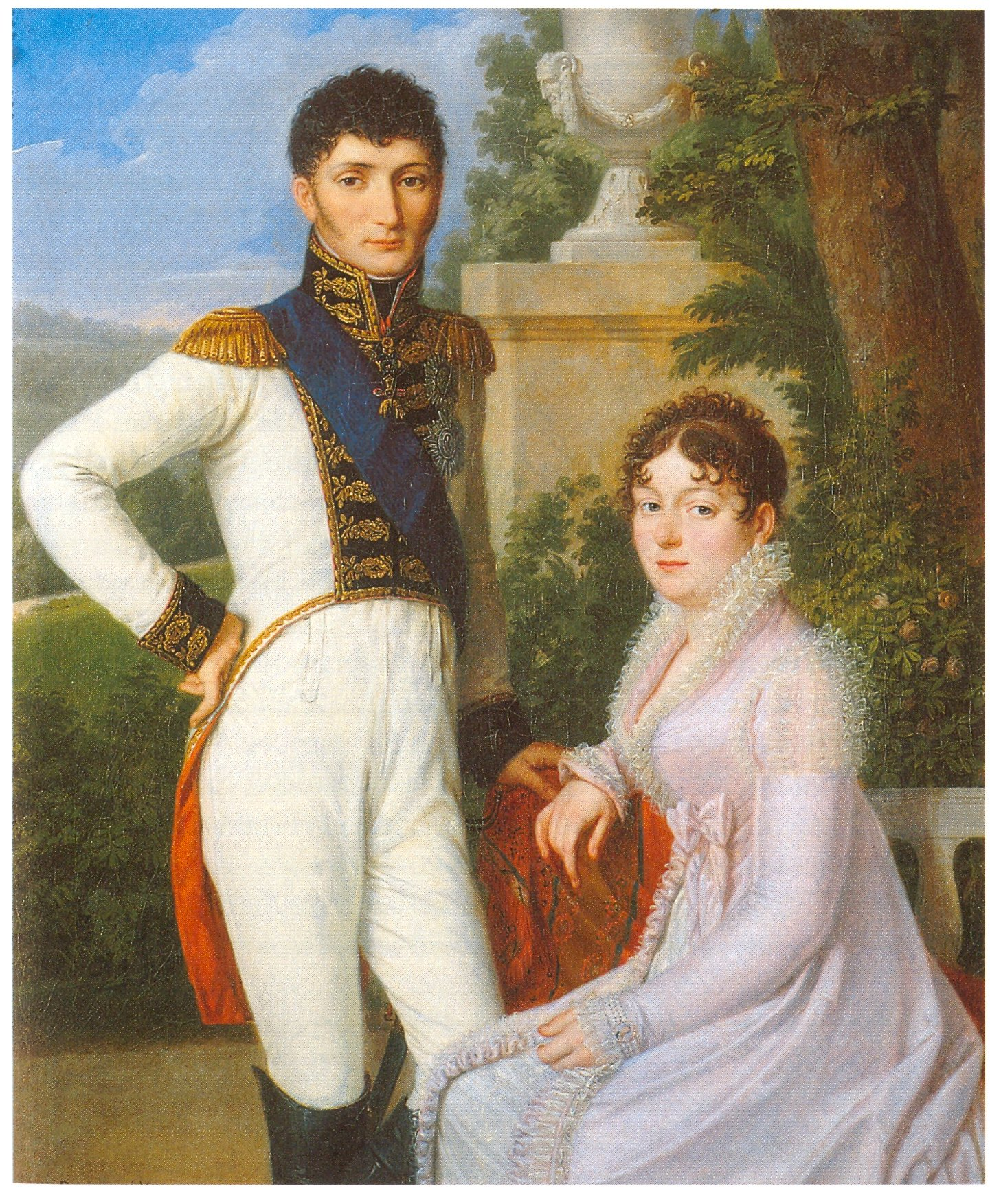
Girolamo Bonaparte e Caterina, re e regina di Vestfalia, per i quali Pier Damiano Armandi amministrò i beni di famiglia a Porto San Giorgio tra il 1825 e il 1830 circa

Nel 1821 accettò di buon grado la nomina da parte di Luigi Bonaparte, conte di Saint Leu ed ex re d'Olanda (fratello di Napoleone I), come educatore dei suoi figli (tra questi il futuro Napoleone III), risiedendo tra Roma e le Marche. 
Nel 1825, a seguito di un diverbio, interruppe i rapporti con la famiglia di Luigi.
Subito dopo fu assunto da Girolamo Bonaparte, principe di Montfort ed ex re di Vestfalia (fratello di Napoleone I e di Luigi Bonaparte), per gestirgli gli investimenti che fece al porto di Fermo (attuale Porto San Giorgio). Qui Armandi risiedette stabilmente dal 1829, non appena il principe Girolamo inaugurò la sua nuova residenza, Villa Bonaparte (anche denominata Villa Caterina in onore della consorte Caterina di Württemberg).
Nel frattempo, stando per terminare il lavoro con il principe Girolamo, assunse l'incarico dalla duchessa di Saint-Leu, Ortensia di Beauharnais Bonaparte (sposa di Luigi e figliastra di Napoleone I Bonaparte), di amministrare tutti i beni che essa possedeva nella provincia di Ancona.

### Periodo dei moti del 1831 in Italia
Ebbe un ruolo notevole, insieme al suo compatriota generale Giuseppe Sercognani, nei moti del 1831 divampati nello Stato Pontificio tra le Legazioni di Bologna, Romagna e Marche, su impulso di Ciro Menotti da Modena. Il nuovo "Governo (rivoluzionario) delle Province Unite Italiane" (stabilitosi a Bologna) lo nominò, dapprima, generale di brigata comandante il presidio d'Ancona e delle città limitrofe, e, poi, ministro della guerra e della marina.
A seguito della richiesta d'intervento militare da parte di papa Gregorio XVI, l'Austria scese fino a Bologna per sedare la rivolta. Successivamente l'esercito austriaco si scontrò a Rimini il 25 marzo 1831 con le truppe del governo delle Province Unite Italiane, comandate dal generale Carlo Zucchi, il quale, pur riuscendo a resistere, fu costretto a ripiegare ad Ancona (si trattava della retroguardia dei circa 6.000 uomini mobilitati nei territori ribelli).
Il 26 marzo 1831 il presidente delle Province Unite Italiane, Giovanni Vicini, designò una commissione composta da quattro membri del governo, tra cui Armandi, per affidargli il compito di trattare una resa decorosa col cardinale Giovanni Antonio Benvenuti, allo scopo di ottenere un'amnistia generale in cambio della remissione dei poteri alle autorità pontificie e del disarmo delle truppe nazionali. 
La convenzione d'Ancona del 26 marzo 1831 fu firmata dall'Armandi e da altri membri del governo bolognese (tra cui Vicini), ma quello pontificio non si ritenne soddisfatto nel concedere a tutti il passaporto per emigrare, specie a Pier Damiano Armandi, il quale era in cima a una lista di oppositori (la famosa «Lista dei trentatré patrioti del 1831»). 
Il diniego fu anche sollecitato dal generale austriaco Geppert, che non voleva riconoscere il passaporto dell'Armandi. 
Gli austriaci, inoltre, non rispettarono l'armistizio concordato con il cardinale Benvenuti, relativo ad una reciproca sospensione delle operazioni militari, ma avanzarono su Ancona e l'occuparono.

### La fuga dallo Stato Pontificio dopo i falliti moti del 1831

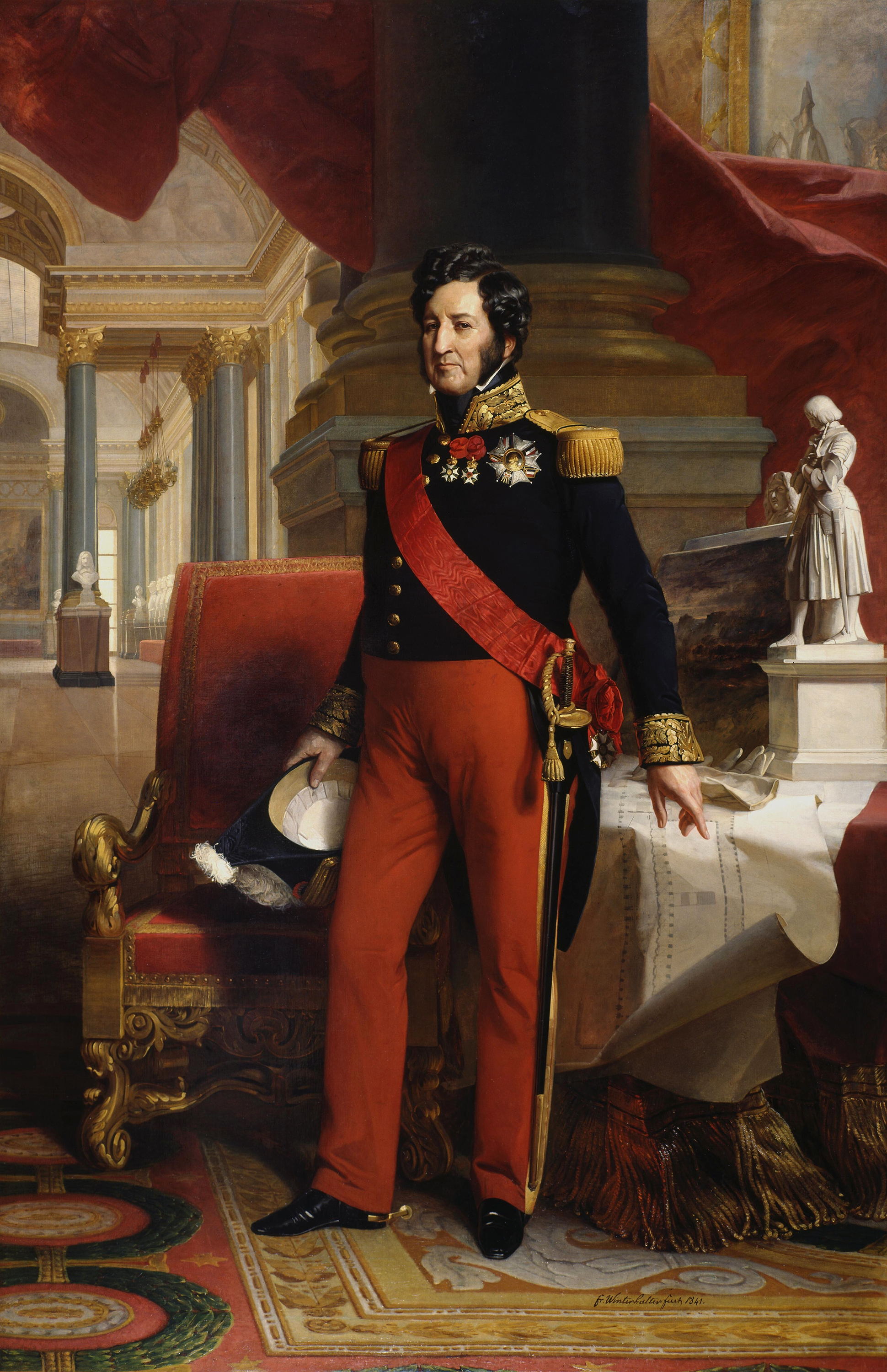
Luigi Filippo, re dei Francesi, che deluse le aspettative degli insorti polacchi e italiani

Armandi fu costretto ad evadere da Ancona con una piccola imbarcazione via mare, riparando a Corfù. Successivamente si rifugiò in Svizzera e, saputo a Ginevra che il suolo di Francia non gli era interdetto, proseguì velocemente per Parigi, allo scopo di difendersi con la stampa dall'onta denigratrice che lo aveva colpito a seguito dei falliti moti.
A tal proposito scrisse un memoriale per chiarire il proprio ruolo nei moti del 1831. Trovandosi a fare da tramite tra i Carbonari e i Napoleonidi, la sua fu una posizione alquanto difficile.
Ebbe una disputa con l'ex generale Giuseppe Sercognani, che lo accusava di essere coinvolto con i membri del "Governo delle Province Unite Italiane" sin dal principio della rivoluzione del 1831. 
Sembrerebbe, in realtà, che Armandi fosse di parere contrario sulla riuscita della rivoluzione contro Roma, non solo per la constatata insufficienza di mezzi, ma anche per la sfiducia che egli nutriva in ordine alle capacità politiche del nuovo governo. 
Nonostante ciò, l'operazione proseguì, perché le forze rivoluzionarie confidarono nell'aiuto della Francia per impedire l'intervento dell'Austria, in quanto Luigi Filippo, salito al trono d'oltralpe nel 1830, aveva assunto, in generale, una posizione contraria al cosiddetto "principio d'intervento" sancito dal Congresso di Vienna che, come è noto, aveva lo scopo di mantenere lo statu quo preunitario della penisola italiana (inaugurando quella stagione politica che prese il nome di Restaurazione, per cui l'Austria si fece primo garante).
Questa legittima aspettativa dei rivoluzionari italiani fu disattesa da Luigi Filippo quando questi scoprì, a causa di una "soffiata" del ministro austriaco Metternich, che a prender parte alla rivolta c'erano anche i tanto temuti Bonaparte, allontanati dalla Francia dopo la caduta di Napoleone. 
Luigi Filippo, infatti, pur essendo considerato un sovrano "liberale" (perché concesse la costituzione e si oppose alle idee assolute e conservatrici sancite dal Congresso di Vienna), salito al trono dopo i moti popolari francesi del 1830 (atti a spodestare l'"assolutista" ed odiato Carlo X di Francia), rimaneva pur sempre un nemico acerrimo dei Bonaparte e del movimento politico che rappresentavano, il Bonapartismo, mirante a riportare sul trono d'oltralpe Napoleone II di Francia, figlio del grande Napoleone.
La situazione, quindi, "favorevole" all'Austria (e di conseguenza al Papa), lasciò libero il Metternich d'intervenire militarmente senza provocare una guerra con la Francia.

### Periodo francese durante il secondo Impero
Dopo l'amnistia di papa Pio IX, del 1846, l'Armandi ritornò in Italia. 
Nel 1848-49 partecipò alla difesa di Venezia contro gli austriaci, collaborando con il governo provvisorio (Repubblica di San Marco).
Dopo la vittoria dell'Austria fu costretto a ritirarsi esule, dapprima a Fusignano e poi, nel 1851, in Francia, dove fu promosso commendatore della Legione d'Onore e nominato bibliotecario imperiale a Saint-Cloud da Napoleone III. Si dedicò allo studio, divertendosi a pubblicare una "Storia militare degli elefanti".
Morì ad Aix-les-Bains il 3 agosto 1855.

### Famiglia
Il padre di Pier Damiano fu il dott. Cesare, governatore pontificio.
La madre fu Agata Maria Gulmanelli.
Pier Damiano ebbe parecchi fratelli.
Cesare Armandi si trasferì nel 1778 da Fusignano a Faenza per provvedere all'educazione dei figli.
Pier Damiano, nonostante avesse frequentato diversi paesi per la propria formazione, riservò un affetto costante alla città di Fusignano, che egli dichiarò essere sua patria, quantunque non vi fosse nato.